# Багиров, Гаджибаба Агарза оглы
Гаджибаба Агарза оглы Багиров (азерб. Bağırov Hacıbaba Ağarza oğlu; 12 июня 1932, Баку — 4 октября 2006 там же) — Азербайджанский и советский актёр, директор Азербайджанского театра музыкальной комедии, Народный артист Азербайджана (1982).

## Жизнь и творчество
Родился 12 июня 1932 года в городе Баку в семье Агарза Мешадирзагулу оглы Багирова (заместитель директора филармонии) и Соны Джамиль кызы Алиевой (госслужащей). В 1953 году окончил школу железнодорожников.
Желание быть артистом привело его в 1947 году в актёрскую студию при Азербайджанском государственном академическом драматическом театре. В 1950 году в Лянкяранском государственном драматическом театре начинает творческую деятельность. В 1960 году был принят в актёрскую труппу Гянджинского государственного драматического театра, а с 1962 года работал в Азербайджанском государственном театре музыкальной комедии. В 1989—1996 годах Гаджибаба Багиров являлся художественным руководителем организованного им Бакинского театра «Тенгид-Теблиг» (Критико-пропагандистский театр). С 1996 года занимал должность художественного руководителя и директора в Азербайджанском государственном театре музыкальной комедии.
Отдавая предпочтение театру, нежели киноискусству, Багиров говорил:

Я всегда предпочитал театр. За всю свою творческую деятельность я снялся в 5-6 фильмах. А театр, в отличие от кино, — живое общение со зрителем. Каждый раз, выходя на сцену в одной и той же роли, я совершенствую её.— Мешади Ибад ХХ И XXI веков.
Гаджибабе Багирову принадлежит особое место в азербайджанской истории культуры смеха. Образы в репертуаре артиста снискали признание и любовь азербайджанцев. Наряду со сценической деятельностью Гаджибаба Багиров внёс весомый вклад и в развитие азербайджанской кинематографии.

Надгробный памятник Багирову на II Аллее почётного захоронения в Баку

Благодаря своему искусству, отличающимся глубоким национальным колоритом, Гаджибаба Багиров стал одним из самых любимых азербайджанским народом актёров.
4 октября 2006 года в возрасте 73 лет Гаджибаба Багиров скончался от воспаления 12-ти перстной кишки. Похоронен на II Аллее почётного захоронения в Баку.
По причине отсутствия дублёров у актёра спектакли Азербайджанского государственного театра музыкальной комедии, в которых главные роли исполнял Народный артист Азербайджана и его директор Гаджибаба Багиров, были исключены из репертуара.

## Роли в кино
- 1964 — Улдуз — Мохсун.
- 1966 — Следствие продолжается
- 1968 — Именем закона — Ариф.
- 1970 — Генерал
- 1975 — Яблоко как яблоко — Мамедали.
- 1979 — И немного весеннего праздника
- 1990 — Его бедовая любовь — Караксалов.
- 1991 — Последняя любовь

## Признание и награды
- Народный артист Азербайджанской ССР (1982);
- Заслуженный артист Азербайджанской ССР (1974);
- орден «Слава» Азербайджанской Республики (1998);
- Персональная пенсия Президента Азербайджанской Республики (2003)[5].